# Sphecoctonus poliorcetus
Sphecoctonus poliorcetus är en stekelart som beskrevs av André Seyrig 1952. Sphecoctonus poliorcetus ingår i släktet Sphecoctonus och familjen brokparasitsteklar. Inga underarter finns listade i Catalogue of Life.